# Đá ngầm Socotra
Đá ngầm Socotra (phía Hàn Quốc: tiếng Hàn: Leodo (이어도/離於島; Ly Ư đảo) hoặc Parangdo (파랑도/波浪島; Ba Lãng đảo), phía Trung Quốc: tiếng Trung: 苏岩礁; bính âm: Sūyán jiāo, Hán-Việt: Tô Nham Tiêu) là một bãi đá ngầm tọa lạc trên biển Hoa Đông với đỉnh nằm dưới mực nước biển khoảng 4,6 mét (15 feet) lúc thủy triều thấp. Đá ngầm này là một vùng lãnh thổ tranh chấp giữa Cộng hòa Nhân dân Trung Hoa (Trung Quốc) và Đại Hàn Dân Quốc (Hàn Quốc) vì cả hai quốc gia đều cho rằng bãi đá nằm trong vùng đặc quyền kinh tế của mình. Hiện nay, Hàn Quốc là quốc gia đang duy trì sự kiểm soát trên thực tế đối với toàn bộ bãi đá ngầm này với việc đặt cơ sở của Trạm Nghiên cứu Đại Dương Leodo. Một sân bay trực thăng cũng được xây dựng tại đây để phục vụ cho công việc nghiên cứu của trạm.
Đá ngầm Socotra nằm cách đảo Marado (마라도; 馬羅島; Marado; Hán-Việt: Mã La đảo) của Hàn Quốc khoảng 149 km (93 dặm) về phía tây nam, cách đảo Lư Sơn (tiếng Trung: 余山島; bính âm: Sūyán jiāo) của Trung Quốc khoảng 287 km (178 dặm) và cách đảo Tori-shima (鳥島; Hán-Việt: Điểu đảo) của Nhật Bản khoảng 275 km.

## Lịch sử
Một tác phẩm cổ của Trung Hoa tên là Sơn Hải Kinh đã từng đề cập đến một hòn đảo ngầm tên là "Tô Tiêu" nằm ở biển Hoa Đông. Tuy nhiên đến bây giờ các nhà nghiên cứu vẫn chưa khẳng định được "Tô Tiêu" có phải là "Tô Nham tiêu" hay không vì bản thân Sơn Hải Kinh là một tác phẩm chứa nhiều yếu tồ thần thoại. Đồng thời đến nay chưa có bằng chứng gì cho thấy Tô Tiêu là một hòn đảo có người sinh sống.
Trong các tài liệu Triều Tiên, "Ba Lãng đảo" và "Ly Ư đảo" là hai tên của một hòn đảo thần thoại mà người dân ở đảo Jeju (Hán-Việt: Tế Châu) tin rằng linh hồn những người đánh cả tử nạn trên biển sẽ cư ngụ. Chính quyền Hàn Quốc khẳng định rằng có một mối liên hệ giữa hòn đảo thần thoại này với đá ngầm Socotra; cụ thể việc truyền thuyết cho rằng "những người thấy Ba Lãng đảo sẽ không bao giờ trở về" liên quan tới việc hòn đảo ngầm này nổi lên mặt nước lúc nước triều xuồng thấp và sẽ làm đắm những con tàu vô phúc nào gặp nó. Ngày 26 tháng 1 năm 2001 Viện nghiên cứu Địa lý Hàn Quốc quyết định dùng tên "Ieodo" (Ly Ư đảo) để đặt cho đá ngầm này. Tuy nhiên, vấn đề là người ta vẫn chưa thể hoàn toàn khẳng định rằng Ly Ư đảo chính là đá ngầm Socotra. Và cũng không có bất kỳ bằng chứng nào chứng minh việc đá ngầm này đã được người Triều Tiên chiếm đóng trong quá khứ.
- Một quyển sách hàng hải thời nhà Minh là Thuận Phong Tương Tống ghi lại rằng: "Thời xưa người Nhật Bản khi đến Trung Quốc, nếu họ đi qua Tô Nham thì họ đã cách Nhật Bản rất xa và sẽ sớm đến được Đại Đường". Tuy nhiên, việc "Tô Nham" có phải là "Tô Nham tiêu" hay không thì chưa có câu trả lời, và cũng chưa có bằng chứng nào cho thấy đá ngầm Socotra được Trung Quốc chiếm giữ từ thời cổ. Tác phẩm Thuận Phong Tương Tống nay được cất giữ trong Thư viện Bodleian của Đại học Oxford.
- 1900: Một tàu buôn của Anh tên là Socotra đã phát hiện ra đá ngầm Socotra.[1]
- 1910: Tàu Waterwitch của Anh đã tiến hành khảo sát đá ngầm Socotra và đo được độ sâu của đá là gần 5,4 mét (khoảng 18 feet).[4]
- 1938: Chính quyền Nhật Bản tiến hành khảo sát đá Socotra. Nhiều kế hoạch khảo sát đã được soạn thảo, tuy nhiên nó đã bị rút ngắn khi Chiến tranh thế giới thứ hai bùng nổ.[4]
- 1951: Một nhóm khảo sát của Hải quân Hàn Quốc và Hiệp hội Leo núi Hàn Quốc đã đến đá ngầm Socotra và cắm lên một cột mốc bằng đồng thau lên đá này; trên cột ghi dòng chữ "대한민국 영토 이어도", nghĩa là "Leodo, lãnh thổ của Đại Hàn Dân Quốc".[4]
- 1952: Hàn Quốc nêu ra tuyến Lý Thừa Vãn với mục đích xác định các vùng lãnh hải của Hàn Quốc - trong đó bao gồm cả đá ngầm Socotra và một số khu vực đang tranh chấp khác.[6] CHND Trung Hoa và các nước láng giềng khác không công nhận tuyến này.
- 1963: Vụ chìm tàu Dược Tiến (tàu Dược Tiến (tiếng Trung: 跃进; bính âm: Yuèjìn) của Trung Quốc bị đắm trong chuyến hải hành đầu tiên từ Thanh Đảo tới Nagoya, nguyên nhân là va phải một vật thể lạ không xác định): Thủy thủ đoàn cho rằng họ đã bị tấn công bằng ngư lôi và vụ việc này đã trở thành một vụ rắc rối lớn trên quy mô quốc tế. Tuy nhiên sau đó người ta xác định được nguyên nhân là tàu đã va phải đá ngầm Socotra do sự sai lầm trong việc định hướng của thủy thủ đoàn.[7] Sự kiện này không được Hàn Quốc cũng như các nước láng giềng công nhận.
- 1963 5.1-6.3，Cục Đường sông Thượng Hải tìm được xác tàu đắm cách 1,5 hải lý về phía đông nam của đá ngầm Socotra.[8] Việc này không được phía Hàn Quốc công nhận.
- 1970: Luật Tài nguyên Dưới biển Hàn Quốc được ban hành, trong đó nêu rõ đá ngầm Socotra nằm phía trong khu vực khai thác mỏ thứ tư của Hàn Quốc.[6] Trung Quốc không công nhận điều này.
- 1984 Vị trí của đá ngầm được xác định bởi một nhóm nghiên cứu của Đại học Quốc gia Cheju.[1]
- 1987: Hàn Quốc lắp đặt một đèn hiệu cảnh báo lên đá.[4]
- 1995-2001: Hàn Quốc xây dựng Trạm Nghiên cứu Đại dương Ieodo trên đá ngầm Socotra bất chấp sự phản đối của Trung Quốc. Trong thời gian này các máy bay do thám của Trung Quốc đã thực hiện nhiều chuyến bay trên đá ngầm này.[9]
- Ngày 26 tháng 1 năm 2001: Viện Địa lý Hàn Quốc chính thức đặt tên cho đá ngầm này là "Ieodo".[5]

## Tranh chấp
Theo Công ước Liên Hợp Quốc về Luật biển, một đá ngầm không được xem là lãnh thổ của bất kỳ quốc gia nào. Tuy nhiên, cả Trung Quốc và Hàn Quốc đều cho rằng đá ngầm Socotra thuộc vùng đặc quyền kinh tế của mình.
Vào tháng 9 năm 2006, Tần Cương (秦刚), người phát ngôn Bộ Ngoại giao Cộng hòa Nhân dân Trung Hoa nói với báo giới rằng nước này phản đối những hành động đơn phương của Hàn Quốc tại đá ngầm Socotra - ám chỉ việc Hàn Quốc xây dựng những cơ sở vật chất dành cho việc khảo sát đá ngầm này - mà những hành động này phía Trung Quốc cho là bất hợp pháp. Các phương tiện truyền thông Hàn Quốc đã diễn đạt lại lời của Tần Cương như sau: "Phát ngôn viên Tần Cương cho rằng hai nước chưa hề có bất cứ cuộc tranh chấp nào về chủ quyền hòn đảo này". Tuy nhiên, phía Trung Quốc cho rằng Tần Cương chỉ đơn thuần nói hai nước chưa có cuộc tranh chấp nào về lãnh thổ, chủ quyền chứ không nói cụ thể về vùng đất nào.

### Hình ảnh
- [liên kết hỏng]
- Lưu trữ ngày 7 tháng 7 năm 2011 tại Wayback Machine